# Morskie Oko

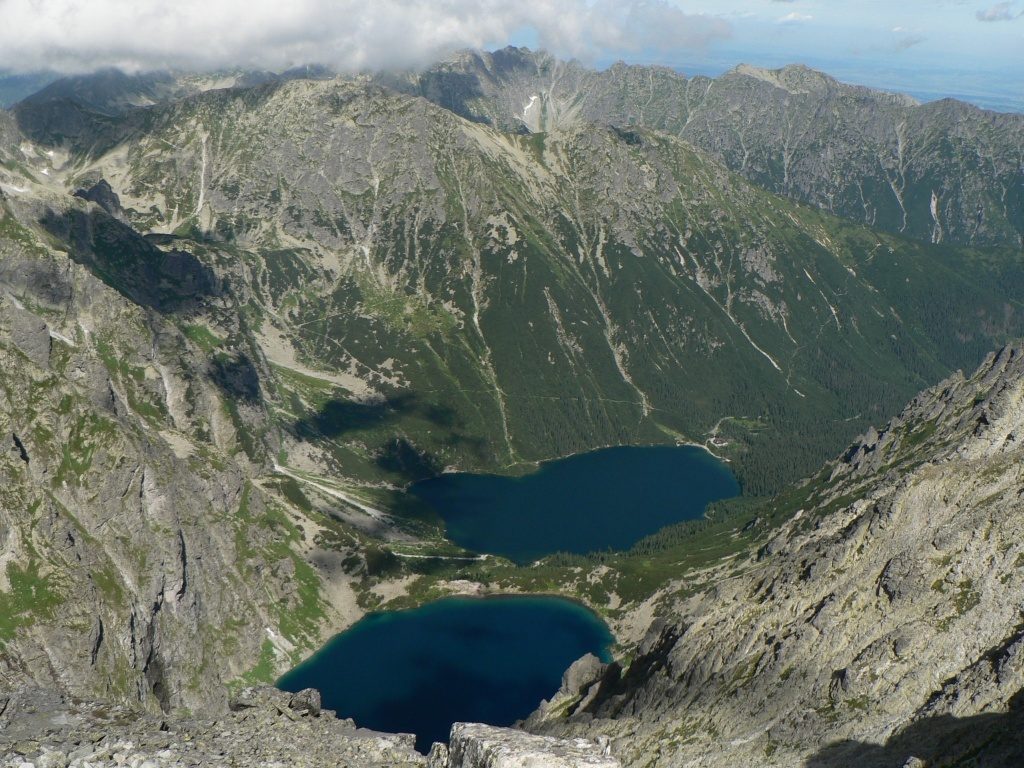
Morskie Oko a Czarny staw pod Rysami z vrcholků Rysů

Morskie Oko (slov. Morské oko) je největší jezero ve Vysokých Tatrách (i v celých Tatrách), má rozlohu 34,93 ha a maximální hloubku 50,8 m. Leží v nadmořské výšce 1395,4 m v údolí Dolina Rybiego Potoku v Polsku pod Rysy. Obvod jezera je 2613 m, délka asi 862 m a šířka 566 m. Objem vody činí 9 935 000 m³. Jezero je ledovcového původu.

## Pobřeží, dno
U břehu je dno pokryté kameny, uprostřed štěrkem. Okolo plesa rostou převážně borovice, ale i listnaté stromy (jeřabina, bříza).

## Okolí
Okolní štíty se tyčí do výšky 1000 m nad hladinu plesa. Od jezera je výhled na Mengusovské štíty s Veľkým Mengusovským štítem, Nižný a Vyšný Žabí štít, Rysy (2499 m n. m. – nejvyšší vrchol polských Tater) a Mních.
Na jižní straně jezera stojí v nadmořské výšce 1405 m horská chata PTTK. Chata je pojmenovaná po horském vůdci Stanisławovi Staszicovi, který v roce 1805 zkoumal jezero. Vlevo u chaty, na konci cesty, se nachází stará chata. Obě budovy jsou památkově chráněné. Od chaty vedou turistické značky na vrchol Rysů a na Szpiglasową Przełęcz (sedlo) pod Hrubým štítem.

## Vodní režim
Na východním břehu ústí do jezera na severu Żabi Żleb a na jihu Owczy Żleb. Do jižního konce ústí potok z Czarneho Stawu pod Rysami překonávající Czarnostawiańskou Siklawu. Na západním břehu ústí postupně od jihu Żleb pod Mnichem s Dwoistou Siklawou, Mnichowy Potok, Szeroki Żleb, Urwany Żleb a Marchwiczny Żleb. Ze severního konce odtéká Rybí potok. Rozměry jezera v průběhu času zachycuje tabulka:
| Rok  | Měření prováděl | Rozloha ha | Délka m | Šířka m | Hloubka max.m | Objem m³  |
| ---- | --------------- | ---------- | ------- | ------- | ------------- | --------- |
| —    | podle WET       | 34,54      | 862     | 566     | 50,8          | 9 935 000 |
| 2005 | Gregor, Pacl    | 34,9280    | —       | —       | 50,8          | 9 935 000 |

## Historie
Morskie Oko se dříve jmenovalo Rybie pleso (podobně jako Popradské pleso), vzhledem k přirozenému zarybnění, což není u tatranských ples obvyklé. Pojmenování Morskie Oko je svázané se starou legendou, podle které bylo pleso pod zemí spojené s mořem.
Nejstarší zprávy o Morskiem Oku jsou z roku 1575. V roce 1637 král Vladislav IV. dal právo využívat pastviny u Morskieho oka Władysławovi Nowobilskému. Morskie Oko se stalo soukromým vlastnictvím roku 1824, když Dolinu Rybieho potoka koupil od rakouské vlády Emanuel Homolacs. Od roku 1933 je vlastníkem Morskieho oka a okolí polský stát. Na konci 19. století vypukl hraniční spor mezi Rakouskem a Uherskem o průběh hranice a vlastnictví Morskieho Oka (tzv. Spor o Morskie Oko). Smírčí soud ve Štýrském Hradci rozhodl 13. září 1902, že sporná oblast patří Rakousku resp. jeho provincii Haliči.
Pro turisty Morskie Oko objevil doktor Tytus Chałubiński už v 19. století. První chata, postavená u plesa v roce 1836, shořela roku 1865. Chata postavená roku 1874 shořela roku 1898.
V letech 1927–1931 se zde jezdil závod automobilů do vrchu Tatra (Międzynarodowy Wyścig Tatrzański). Trať vedla z Lysé Poľany až k Morskiemu Oku a měřila 7500 m. Závod pořádal Krakowski Klub Automobilowy. V letech 1930 a 1931 byl tento závod součástí Mistrovství Evropy v závodech automobilů do vrchu. V roce 1930 zde zvítězil Hans Stuck na voze Austro-Daimler ADR 3.6 a v roce 1931 Rudolf Caracciola na voze Mercedes- Benz SSKL.

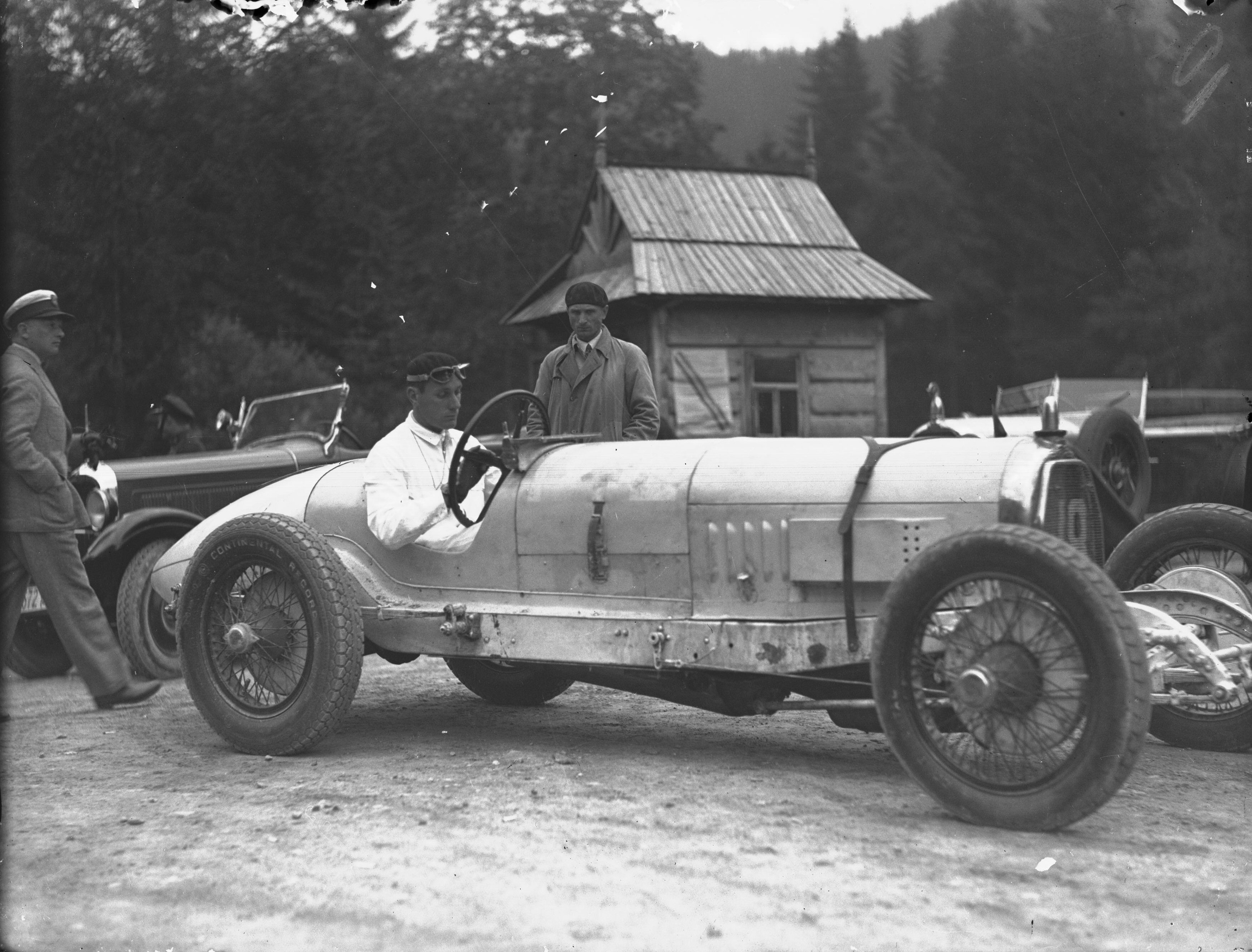
III Miedzynarodowy Wyscig Tatrzanski, vítěz závodu Hans Stuck na voze Austro-Daimler ADR 3.6

## Umění
Kouzlo Morskieho Oka inspirovalo mnoho polských umělců – malířů (Walery Eljasz-Radzikowski, Leon Wyczółkowski, Stanisław Gałek), ale i básníků (Wincenty Pol, Adam Asnyk, Kazimierz Przerwa-Tetmajer, Franciszek Nowicki, Jan Kasprowicz) či hudebníků (Zygmunt Noskowski).

## Přístup
Pleso je přístupné pěšky po celý rok.
- Vede k němu asfaltová Cesta Oswalda Balzera ze Zakopaného vybudovaná v roce 1902, po které však není povolena doprava automobily ani jízdními koly. Od parkoviště Palenica Białczańska pěšky 2:20 hod.
- Po červené turistické značce je možný výstup z Toporowe Cyrhly (část Zakopaného) a trvá asi 5 hod. Značka v horní části kopíruje asfaltovou cestu.
- Po červené turistické značce od chaty pod Rysmi přes Rysy (slovensko-polská státní hranice) Cesta trvá přibližně 4.10 hod. a je přístupná v letní období.
- Po modré turistické značce od chaty v dolině Pięciu Stawów Polskich. Cesta trvá přibližně 1.40 hod.